# Răzvan Cojanu
Răzvan Andrei Cojanu (n. 10 martie 1987, Pucheni, România) este un boxer profesionist român. În calitate de amator, a reprezentat România la Jeux de la Francophonie din 2009, câștigând o medalie de aur în divizia super-grea; el a reprezentat de asemenea România la Campionatele Europene, câștigând bronzul. Începând din aprilie 2017, Cojanu este clasat pe locul 78 ca fiind cel mai bun greu al lumii de către BoxRec și pe locul 14 de către WBO și are în prezent un raport de 50% knock-to-win.

## Rezultate în boxul profesionist
| No. | Rez.       | La general | Adversar               | Tip | Runda, timp  | Data              | Locație                                                                    | Note                                                                         |
| --- | ---------- | ---------- | ---------------------- | --- | ------------ | ----------------- | -------------------------------------------------------------------------- | ---------------------------------------------------------------------------- |
| 20  | Înfrângere | 16–4       | Luis Ortiz             | KO  | 2 (10)       | 28 iulie 2018     | Staples Center, Los Angeles, California, SUA                               |                                                                              |
| 19  | Înfrângere | 16–3       | Joseph Parker          | UD  | 12           | 6 mai 2017        | Vodafone Events Centre, Auckland, Noua Zeelandă                            | For WBO heavyweight title                                                    |
| 18  | Victorie   | 16–2       | Zhi Yu Wu              | KO  | 2 (10), 2:33 | 10 decembrie 2016 | Hangzhou Sports Park Stadium, Hangzhou, China                              | Won vacant WBO China Zone heavyweight title                                  |
| 17  | Victorie   | 15–2       | Cristian Martinez      | TKO | 1 (6), 1:16  | 1 octombrie 2016  | Centro Deportivo Ferrocarrilero, Aguascalientes, Mexic                     |                                                                              |
| 16  | Victorie   | 14–2       | Grover Young           | SD  | 6            | 30 ianuarie 2016  | Fitzgeralds Casino and Hotel, Las Vegas, Nevada, SUA                       |                                                                              |
| 15  | Înfrângere | 13–2       | Donovan Dennis         | KO  | 2 (8), 0:59  | 10 aprilie 2015   | Sands Casino Resort Bethlehem, Bethlehem, Pennsylvania, SUA                |                                                                              |
| 14  | Victorie   | 13–1       | Ed Fountain            | UD  | 7 (6)        | 20 februarie 2015 | Turning Stone Resort & Casino, Verona, New York, SUA                       | The fight was a draw after six rounds, requiring a tiebreaking seventh round |
| 13  | Victorie   | 12–1       | Darius Shorter         | TKO | 1 (6)        | 20 noiembrie 2014 | Hyder-Burks Agricultural Pavilion, Cookeville, Tennessee, SUA              |                                                                              |
| 12  | Victorie   | 11–1       | Manuel Alberto Pucheta | TKO | 7 (12)       | 25 iulie 2014     | Central South University of Forestry and Technology, Hunan, China          | Won vacant WBO Asia Pacific heavyweight title                                |
| 11  | Victorie   | 10–1       | Rodricka Ray           | TKO | 5 (6), 2:51  | 10 mai 2014       | Galen Center, Los Angeles, California, SUA                                 |                                                                              |
| 10  | Victorie   | 9–1        | Avery Gibson           | UD  | 4            | 21 martie 2014    | Morongo Casino, Resort & Spa, Cabazon, California, SUA                     |                                                                              |
| 9   | Victorie   | 8–1        | Tobias Rice            | RTD | 3 (6), 3:00  | 7 februarie 2014  | Jonathan Club, Los Angeles, California, SUA                                |                                                                              |
| 8   | Victorie   | 7–1        | Alvaro Morales         | MD  | 4            | 26 iulie 2013     | Thunder Valley Casino Resort, Lincoln, California, SUA                     |                                                                              |
| 7   | Victorie   | 6–1        | Paula Mataele          | TKO | 3 (6), 2:40  | 28 aprilie 2013   | Melbourne Convention and Exhibition Centre, Melbourne, Victoria, Australia |                                                                              |
| 6   | Victorie   | 5–1        | Yohan Banks            | RTD | 5 (6), 3:00  | 8 septembrie 2012 | Pechanga Resort and Casino, Temecula, California, SUA                      |                                                                              |
| 5   | Victorie   | 4–1        | David Johnson          | SD  | 4            | 22 mai 2012       | Santa Monica Pier, Santa Monica, California, SUA                           |                                                                              |
| 4   | Victorie   | 3–1        | Bekim Pergega          | TKO | 2 (4)        | 9 februarie 2012  | Sala Rapid, București, România                                             |                                                                              |
| 3   | Victorie   | 2–1        | Rodney Hernandez       | MD  | 4            | 20 ianuarie 2012  | Palms Casino Resort, Paradise, Nevada, SUA                                 |                                                                              |
| 2   | Victorie   | 1–1        | Kourtney Boden         | MD  | 4            | 29 iulie 2011     | Cosmopolitan of Las Vegas, Paradise, Nevada, SUA                           |                                                                              |
| 1   | Înfrângere | 0–1        | Alvaro Morales         | MD  | 4            | 11 martie 2011    | Planet Hollywood Resort & Casino, Paradise, Nevada, SUA                    | Professional debut                                                           |